# Панама Сити Бич (Флорида)
Панама Сити Бич (енгл. Panama City Beach) град је у америчкој савезној држави Флорида. По попису становништва из 2020. у њему је живело 18.094 становника.

## Демографија
Према попису становништва из 2010. у граду је живело 12.018 становника, што је 4.347 (56,7%) становника више него 2000. године.
| Група             | 2000.         | 2010.          |
| Белци             | 7.253 (94,6%) | 10.334 (86,0%) |
| Афроамериканци    | 67 (0,9%)     | 273 (2,3%)     |
| Азијати           | 60 (0,8%)     | 328 (2,7%)     |
| Хиспаноамериканци | 169 (2,2%)    | 697 (5,8%)     |
| Укупно            | 7.671         | 12.018         |